# Aegosoma guerryi
Aegosoma guerryi là một loài bọ cánh cứng trong họ Cerambycidae.